# Stefan Zakrzewski
Stefan Zakrzewski herbu Jelita – podczaszy łęczycki w latach 1566–1586.
Na zjeździe w Jędrzejowie w 1576 roku potwierdził wybór Stefana Batorego na króla Polski.